# Fata Morgana (polka)
Fata Morgana, op. 330, är en polkamazurka av Johann Strauss den yngre. Den framfördes första gången den 29 mars 1869 i Trädgårdssällskapets Blumen-Saal i Wien.

## Historia
"Fata morgana" betyder 'hägring', 'luftslott' eller 'drömbild'. Således ett passande namn på den polka som Johann Strauss komponerade till Konstnärsföreningen "Hesperus" och deras stora bal som skulle hållas i Dianabad-Saal den 1 februari 1869. Alla tre bröderna Strauss var medlemmar i föreningen och till balen hade var och en bidragit med var sitt nytt verk: Josef med valsen Aquarellen (op. 258), Eduard med polkan In Künstlerkreisen (op. 47) och Johann med sin Fata Morgana. Enligt pressnotiser dirigerade Josef och Eduard sina verk men förvånande nog så nämndes inte Johanns polkamazurka i recensionerna. Fyra veckor senare dirigerade Johann det första allmänna framförandet av verket vid en konsert anordnad av Trädgårdssällskapet den 29 mars.
Delar av polkan återanvändes i operetten Wiener Blut (1899), som bestod av sammansatt Straussmusik sammanställt av Adolf Müller.

## Om polkan
Speltiden är ca 3 minuter och 13 sekunder plus minus några sekunder beroende på dirigentens musikaliska tolkning.